# Lois Lane
Lois Lane (conocida como Luisa Lane en algunas traducciones al español) es un personaje ficticio que aparece en los cómics estadounidenses publicados por DC Comics. Fue creada por el guionista Jerry Siegel y el dibujante Joe Shuster y apareció por primera vez en Action Comics #1 (junio de 1938). Lois es una periodista galardonada del periódico Daily Planet de Metrópolis y el principal interés amoroso del superhéroe Superman y su alter ego, Clark Kent. En la continuidad de DC, también es su esposa y la madre de su hijo, Jon Kent, el nuevo Superboy del Universo DC.
El aspecto físico de Lois se basó originalmente en Joanne Carter, una modelo contratada por Joe Shuster. Para su personaje, Jerry Siegel se inspiró en la interpretación que la actriz Glenda Farrell hizo de la reportera de ficción Torchy Blane en una serie de películas. Siegel tomó su nombre de la actriz Lona Lane. También se inspiró en la periodista Nellie Bly.
Las representaciones del personaje han variado a lo largo de los cómics y adaptaciones a otros medios. La versión original de Lois Lane de la Edad de Oro, así como las versiones de ella a partir de la década de 1970, presentan a Lois como una periodista intrépida e intelectualmente igual a Superman. Durante la Edad de Plata, fue la protagonista de Superman's Girl Friend, Lois Lane, una serie de cómics de tono ligero y humorístico.
Lois ha aparecido en varias adaptaciones a otros medios y es uno de los personajes femeninos de cómic más conocidos. La actriz Noel Neill interpretó por primera vez a Lois Lane en la serie de películas de Superman de la década de 1940 y más tarde volvió a interpretar su papel en la serie de televisión de la década de 1950 Adventures of Superman, sustituyendo a Phyllis Coates a partir de la segunda temporada. Teri Hatcher interpretó a Lois en la serie de televisión de la década de 1990 Lois & Clark: The New Adventures of Superman; Erica Durance en la serie de la década de los 2000 Smallville y Elizabeth Tulloch la interpreta la serie Superman & Lois(2021-2024). En el cine Margot Kidder interpretó al personaje en cuatro películas de Superman en las décadas de 1970 y 1980, Kate Bosworth en la película Superman Returns (2006), Amy Adams en el Universo extendido de DC (2013-2023) y la actriz Rachel Brosnahan la interpreta en el Universo DC (2025-presente).

## Características
Lois es célebre por ser una mujer atractiva, aunque no en el sentido exagerado de "supermodelo" a menudo visto en las representaciones de las mujeres en los cómics. Su apariencia física estaba originariamente basada en una modelo contratada por Shuster y Siegel llamada Joanne Carter. Tradicionalmente, Lois ha tenido el pelo largo y negro, aunque entre el final de los años 1980 hasta el final de los años 1990, Lois fue dibujada en los cómics con el pelo castaño. Con frecuencia, la apariencia de Lois ha ido cambiando con el paso de los años dependiendo en cualquiera que fuera la moda imperante o (más recientemente) la forma en que ella es mostrada en su adaptación a otros medios; por ejemplo, mediados los años 1990, Lois recibió un corte de pelo que la hacía parecer más similar a Teri Hatcher cuando Lois y Clark empezó a emitirse, y sus ojos pasaron a ser típicamente violetas para que coincidieran con la Lois de la serie de dibujos animados Superman: La serie animada después de que esta empezara también a emitirse.
Varios aspectos de la personalidad de Lois han ido cambiando con el paso de los años (dependiendo del manejo del personaje de los guionistas de los cómics y de la actitud social americana hacia las mujeres en ese momento), pero en la mayoría de sus encarnaciones ella es mostrada como una persona fuertemente resuelta y con mucha fuerza de voluntad, si esto implica batir a su reportero rival Clark Kent o (lo que se convirtió en una marca registrada de las historias de Superman de los años 1950 y 1960) probar a otros sus sospechas de su compañero reportero Clark Kent era en realidad Superman. También tradicionalmente, ha tenido una actitud tranquila hacia Clark, quién en su opinión palidecía en comparación con su alter ego, Superman.

## Biografía ficticia del personaje

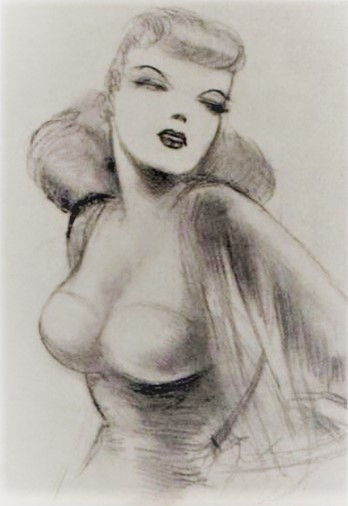
Retrato a lápiz de Lois Lane

Los cómics han visto muchas versiones de Lois Lane a través del tiempo.
Lois es la hija de Sam y Ella Lane. En los primeros cómics, sus padres eran granjeros en un pueblo llamado Pittsdale; los cómics modernos, sin embargo, muestran a Sam Lane como un soldado retirado, y Lois como a una "hija de militar" que ha sido entrenada por su padre en áreas como el combate cuerpo a cuerpo y el uso de armas de fuego. Lois tiene también una hermana menor, Lucy Lane.

### Era de Oro
En los cómics de la Edad de Oro, Lois era una reportera agresiva y con mentalidad profesional para el Daily Star (el nombre del periódico fue cambiado a Daily Planet en Action Comics # 23 en 1940). Después de que Clark Kent se unió al periódico y Superman debutó casi al mismo tiempo, Lois se sintió atraída por Superman pero disgustada con su nueva competencia periodística en forma de Kent.
A principios de la década de 1940, Lois comenzó a sospechar que Clark Kent era Superman y comenzó a hacer varios intentos para descubrir su identidad secreta, todos los cuales fracasaron debido a los esfuerzos de Superman. La primera de esas historias aparece en Superman # 17 (julio-agosto de 1942). Este tema se hizo particularmente pronunciado en los cómics de la Edad de Plata de los años 50 y 60.
Lois ganó su primera serie de historias (sin Superman) comenzando con Superman # 28 (mayo-junio de 1944), Lois Lane, Chica Reportera, que apareció en el cómic de Superman durante varios años, hizo que Lois derrotara a los malos y consiguiendo historias de primera plana por su cuenta, sin la ayuda de Superman.
En los cómics de la Edad de Oro, Lois tenía una sobrina llamada Susie Tompkins, cuyo rasgo principal era meterse en problemas al contar cuentos y mentiras exageradas a los adultos. La última aparición de Susie fue en Superman # 95 (febrero de 1955). Los cómics posteriores presentaban a la única hermana de Lois, Lucy, como soltera y sin hijos.
Luego que DC instituyó su sistema de Multiverso en los inicios de 1960, para organizar su continuidad, se consideró que la Lois de la Era de Oro (cómics publicados desde 1938 hasta comienzos de 1950) vivía en el mundo paralelo llamado “Tierra-Dos” versus el foco principal (Era de Plata) del universo de la “Tierra-Uno”. En 1978, Action Comics #484, se reveló que en algún momento en 1950, la Lois de la Tierra-Dos se enamoró de Clark Kent luego de que este pierde la memoria de su superheroica identidad (gracias a un hechizo de un viejo enemigo de la Liga de la Justicia de América, The Wizard) que resultó en un Clark actuando más agresivo y extrovertido. Lois y Clark comenzaron a salir, y luego se casaron; sin embargo, durante su luna de miel, Lois descubre que en realidad Clark es Superman, y luego de pedir la ayuda de Wizard, Clark recuperó la memoria. Una serie de historias fueron presentadas en The Superman Family #195-199 y #201-222 titulados como “Mr. & Mrs. Superman” presentando las aventuras de los ahora casados Lois y Clark (en donde Susie Tompkins volvió como un personaje recurrente).
Durante las miniseries de Crisis on Infinite Earths, la Lois de Tierra-Dos fue vista por última vez, como ella, el Superman de Tierra-Dos, y el Superboy de Tierra-Prime fueron secuestrados por el Alexander Luthor, Jr. De Tierra-Tres (quien es hijo de la difunta Lois Lane de Tierra-Tres y su esposo Alexander Luthor Sr., en el primer número de la serie) en una dimensión paradisíaca en el fin de la historia (luego todas la Tierras paralelas, incluyendo Tierra-Dos, fueron eliminadas a favor de una única Tierra), luego esta versión de Lois fue (aparentemente) permanentemente descartada de la continuidad de DC.
En la miniseries del 2005, Infinite Crisis, fue revelado que la Lois Lane de Tierra-Dos, junto con Superboy, Alexander Luthor Jr., y Superman, habían estado mirando todos los eventos de la post crisis del Universo DC desde una dimensión de bolsillo. Fuera de los cuatro observadores, ella es la única que cree que el nuevo universo está yendo por un buen camino; Superboy-Prime y Alexander Luthor están convencidos de que la tierra está destinada a la corrupción, y Kal-El se está dejando influenciar lentamente en esa forma de pensamiento. Esta versión de Lois irritable, y muere por razones no explicadas, aunque probablemente se deba a su edad octogenaria. Esta es la principal razón por la cual Kal-L está determinado a restablecer la Tierra-2, ya que el cree que la salud de Lois se recobrara una vez que vuelvan a su Tierra. A pesar de la recuperación de la Tierra-2, Lois Lane muere en los brazos de Superman en Infinite Crisis #5. Luego Kal-L muere en manos de Superboy-Prime en el final de Infinite Crisis #7, donde comenta que finalmente entiende las últimas palabras de Lois, donde el significado es que nunca va a ser el final para ellos, y que un día va a entender que hasta los héroes que se perdieron durante la Crisis seguirán allí en alguna parte. Luego de esto, se los ve reunidos en las estrellas, mientras sus cuerpos son enterrados en la Tierra junto con Kon-El, quien dio su vida para detener a Superboy-Prime, en su intento de restaurar su Tierra.
Lois luego regresa como una siniestra Black Lantern con su esposo, en el cross over Blackest Night. Ahora una no muerta Lois, es lacayo de su propia compasión. Su primera misión es secuestrar a Martha Kent y su esposo, diciendo que ella y Kal-L desean que Kal-El, Connor Kent y Martha se reúnan con Jonathan Kent en la muerte. Sin embargo, ella no pudo cumplir con su cometido por la decisión de Martha, y fue destruida por la viuda, pero en estado de regeneración hasta que Krypto fue en su ayuda, arrancándole el Anillo Negro de su mano y evitando la regeneración el tiempo suficiente para que Superman y Conner Kent puedan destruir los cuarteles de los Black Lantern que estaban atacando Smallville, y llegar a la ciudad para ayudar a los otros heridos.
La Black Lantern Lois luego aparece como Power Girl, clamando que escapo de la corrupción del anillo, y que necesitaba ayuda. Sin embargo, esto es solo una trampa para estar cerca del cuerpo de su esposo, el cual estaba guardado en los cuarteles del JSA luego de que se le removiera el anillo negro. La Black Lantern Lois se “sacrifica” sacándose el anillo y dándoselo a Kal-L, recuperando su estatus de no muerto, y causando que su cuerpo quede totalmente inerte.

### Era de Plata
Cuando la audiencia de los cómics se volcó mayormente a los niños jóvenes a mediados de 1950, el foco de las historias de Superman cambio a tramas de ciencia ficción, con personajes extraterrestres, criaturas de fantasía, y extrañas. Los intereses de Lois en varias historias de 1950 y 1960, fueron en competir con Lana Lang, por el afecto de Superman, intentando demostrar que Superman y Clark Kent eran la misma persona, y obligando o forzando a Superman al matrimonio. La justificación de Superman para rechazar los deseos matrimoniales eran que ella no podía ser de confianza para mantener su identidad secreta oculta, y que de casarse la pondría en un peligro continuo de sus enemigos (claro que, ignorando que su relación romántica ya era de público conocimiento). Este cambio en la personalidad de Lois desde incluso mediados de 1940 fue el resultado de la actitud americana respecto de los derechos de las mujeres en 1950.
Independientemente, Lois se casó muchas veces en las historias de esta era – con otros personajes como Batman y Jimmy Olsen. Ella incluso se casó con un criminal convicto a la pena de muerte (y en varios pastiches de Superman). Todos estos matrimonios fueron o anulados o incluso olvidados.
Lois se vuelve más y más popular durante esta década, y luego aparece como protagonista de dos tomos de DC, en 1957, DC crea un título paralelo del personaje llamado, Superman’s Girl Friend: Lois Lane, comenzando en marzo de 1957 y luego de 137 tomos, hasta septiembre de 1974. La mayoría de estos hacen énfasis en el romance de Lois con Superman, y fueron dibujados por el artista Kurt Schaffenberger.
Para el final de 1960, las actitudes respecto a la participación de las mujeres en la sociedad cambiaron, por lo tanto el personaje de Lois también. Las historias de 1970, la muestran como una mujer totalmente capaz e independiente respecto a Superman. Ella se encuentra sola en más aventuras sin que Superman se vea involucrado, y esta mucho menos interesada en descubrir la identidad secreta del superhéroe. Por ejemplo, en su historia sola en Superman’s Family (una título antológico lanzado en mitad de 1970, luego de la cancelación de Superman’s Girl Friend, Lois Lane, y Superman’s Pal, Jimmy Olsen), Lois generalmente lucha contra criminales y los vence usando la habilidades de las artes marciales Kryptonianas de Klurkor, aprendidas gracias a los sobrevivientes de Krypron en la ciudad de bolsillo de Kandor. En ellos hubo varios cameos de los Nuevos Dioses, incluyendo Desaad y Darkseid.
Luego de las miniseries de 1985-1986, Crisis on Infinite Earths, el escritor y artista John Byrne revise la leyenda de Superman, y eliminó las versión de la era de plata de Lois de la continuidad; antes que esto sucediera, un final npo canónico de una “historia Imaginaria”: Whatever Happened to the Man of Tomorrow?, fue escrito por Alan Moore, pretende ser una despedida para las versiones pre Crisis de los personajes, incluyendo a Lois.

### Era Moderna
Lois sufrió una modificación del personaje a partir de la miniserie “The Man Of Steel” de John Byrne, con una significativa reescritura de la historia y los orígenes de Superman. En esta nueva versión de los eventos, Lois fue presentada como una reportera dura como el hierro, que raras veces necesitaba ser rescatada. Ella era representada como fuerte, obstinada, pero sensible.
Otro gran cambio hecho es que Lois no se enamora de Superman (aunque puede tener un ligero amor platónico al principio). Una de las razones fue la relación natural entre Superman y Clark Kent. En las historias originales de la era de plata, Superman era el hombre que se disfrazaba de Clark Kent. En el nuevo concepto, era Clark Kent quien vivía la vida mientras que su decisión de ser Superman estaba en segundo lugar. Lois inicialmente estaba molesta en que el novato Clark Kent decidiera obtener la primicia de Superman, cuando ella había pasado años tratando obtener una entrevista, pero finalmente se volvieron mejores amigos. La primera relación de Lois en esta versión fue con José Delgado, un vigilante de Metrópolis cuyas piernas quedan destrozadas por una batalla con un híbrido entre cyborg y humano de Lexcorp que está control. Delgado finalmente se recupera. El y Lois tuvieron muchas experiencias juntos antes que su relación se termine completamente, principalmente porque Lois y Clark se acercaron mucho más como amigos.
Después del breve alboroto de Clark bajo la influencia de The Eradicator, Lois era reacia a perdonar a Clark por "venderse" a Collin Thornton y trabajar en el Newstime, pero lo perdonó en un lapso de pocos minutos cuando regresó a "arrastrarse por su trabajo de nuevo". Clark eligió para pagar a Lois soltar sus inhibiciones auto-impuestas y la besó apasionadamente. Los dos se convirtieron en una pareja, y, finalmente, Lois aceptó una propuesta de matrimonio (Superman (vol. 2) # 50). Clark poco después le reveló que él era Superman.
DC había planeado que Lois y Clark se casaran en la edición de Superman (vol. 2) # 75 (1993). Sin embargo, con el entonces próximo programa de televisión Lois & Clark: Las nuevas aventuras de Superman, DC decidió que no quería tener los dos personajes casados en los cómics y no casados en la televisión. En parte como resultado de esto, Superman fue asesinado en Superman (vol. 2) # 75, muriendo en los brazos de Lois después de una batalla con el monstruo Doomsday. Después de un período de tiempo, Superman volvió a la vida, y tanto él como Lois reanudaron su relación, aunque no sin algunos problemas (como una breve reaparición de la exnovia de la universidad de Clark, la sirena Lori Lemaris). Lois finalmente decidió tomar un trabajo en el extranjero para hacer valer su independencia no depender de Clark, que había empezado a sobreprotegerla. Cuando Clark se convenció de que Lois estaba en peligro, él y su padre Sam se aliaron en secreto para ir en su ayuda.
Cuando Lois regresa a Metrópolis, que había superado varias hazañas que amenazan la vida, y le dio una leve gracia cuando Clark le informó que sus poderes se habían agotado recientemente, y que era su editor (debido al cáncer de Perry White). Al descubrir que Clark todavía tenía su anillo de bodas en un pañuelo, Lois con gusto rompieron las burlas a Clark y, finalmente, aceptó convertirse en su esposa. 
Lois y Clark finalmente se casaron en la edición especial Superman: The Wedding Album, que presentaba el trabajo de todos los artistas que habían trabajado en la serie y seguían con vida. La edición fue publicada la semana del 6 de octubre de 1996, coincidiendo con el episodio de la serie Lois & Clark, donde también representaban la boda de los personajes.
Desde su casamiento, Clark y Lois siguen siendo una de las relaciones más fuertes en las series de cómics. En 2007, la pareja tomó el “siguiente paso” en la adopción de un reciente niño kryptoniano que aterrizó en la tierra, cuyo nombre es Chris Kent. Se descubre que el niño es el hijo del archienemigo de Jor-El, el General Zod. A pesar de la difícil tarea de criar a un niño con súperpoderes, Lois ha demostrado una inmensa aptitud para ser “Mami Lois”. Sin embargo, luego de la devastadora lucha contra Zod, Chris se sacrificó a sí mismo para sellar la grieta en la Zona Fantasma, quedando atrapado con las fuerzas de Zod, y dejando a Lois sin su hijo.
En el segundo número de Crisis final, Lois y Perry son emboscados por una explosión ocasionada por Clayface, que destruyó el Daily Planet y aparentemente Lois está seriamente dañada o incluso muerta. En el tercer número, es revelado que solo la visión calórica de Clark mantiene el corazón de Lois latiendo. Clark es visitado por un misterioso fantasma que insiste en que debe abandonar la Tierra de inmediato si desea salvar la vida de su esposa. La historia es continuada en el cómic 3D “Superman Beyond”, donde una mujer Monitor, Zillo Valla, detiene el tiempo alrededor de Lois, permitiendo que Superman se aleje de ella por un tiempo, reclutándolo a él y varios de sus iguales de todos los universos en una misión para salvar a todo el Multiverso, prometiendo cuidado inmediato de Lois. Luego de enfrentarse contra el obscuro Monitor Mandrakk, Superman trajo de vuelta una gota destilada de The Bleed, y administrada a través de un beso, restaura toda la salud de Lois. Lois fue vista más tarde en Final Crisis #6, como uno de los pocos humanos que continuaban libres.
Luego de los eventos de Superman: New Krypton, Superman debe abandonar la Tierra por un determinado lapso de tiempo dejando su conexión terrestre con sus compañeros kryptonianos para poder vigilar al General Zod, el nuevo comandante kryptoniano, pero secretamente le dice a Lois que aún la considera su esposa y que pronto regresara con ella. En números recientes de Action Comics, Lois se ha vuelto a reunir con Christopher Kent quien ha llegado a la adultez en los pasados meses y se convirtió en el nuevo héroe de Metrópolis, Nightwing junto con su compañera Thara Ak-Var, la nueva Flamebird con quien comenzó una (posiblemente romántica) relación. Supergirl y Lana visitan el apartamento de Lois para contarle las malas noticias de que su hermana Lucy Lane fue asesinada durante una batalla con Supergirl. Lois no cree que su hermana esté muerta y se niega a aceptar la noticia hasta tener pruebas irrefutables. Lois le pide a Supergirl una pieza recuperada del disfraz de Superwoman.
Lois tiene una denuncia del gobierno, estos la siguen por traición. Con agentes tras su pista, Lois hace una loca movida. Cuando Lois es puesta en custodia, y despierta, su padre Sam Lane está allí para darle la bienvenida en una sala de entrevistas en una instalación sin nombre. Más allá de que Lois está feliz de ver a su padre vivo, su amor se convierte en ira cuando se da cuenta de que Lucy estaba al tanto de sus acciones y que Kara decía la verdad. Sam le dice a Lois que la única razón por la que está siendo indulgente con ella es porque ella es su hija. La amenaza con hacerla desaparecer por siempre, nunca volver a ver la luz del día, y que si continua ni siquiera Superman iba a poder salvarla. Lois regresa al Daily Planet encubierta por la noche y le explica todo a Perry. Perry entiende y a pesar de que su deber es proteger el periódico, él es primero y ante todo un periodista, así que guía a Lois en la dirección correcta; rehúsa publicar la historia pero con la condición de que la historia de alguna manera sea publicada. Iluminada, ella renuncia al Daily Planet, y vuelve a su foco. Sin embargo, más tarde se descubre que no había renunciado nunca realmente.
Lois descubre que las Fuerzas de su padre destruyeron New Krypton. Sin embargo, Lucy la secuestra y la lleva a la base secreta de su padre. Allí, Lois discute con su padre, diciendo que los kryptonianos piensan que él es un maníaco genocida. En la guerra entre New Krypton y la Tierra, Supergirl los encuentra e intenta matar a Sam. Lois la detiene, alegando que su padre será juzgado por sus crímenes de guerra. Sin embargo, Sam toma un arma y se suicida. Luego, Lois visita a la encarcelada Lucy y habla con ella. Y expresa su incredulidad al ver en lo que se ha convertido su hermana. Lois dice que, si bien no extrañará a su padre, extrañará a su hermana.

### New 52
En 2011, DC Comics relanzó sus títulos y su continuidad principal se reinició con The New 52. Lois ahora trabaja para Morgan Edge a la cabeza de la división de medios del Daily Planet. Ella ve a Clark como un amigo y no sabe que es Superman.
Lois investiga la historia de veinte personas que desarrollaron poderes metahumanos después de ser secuestrados por Brainiac. Su búsqueda la lleva a un senador de los Estados Unidos, que reveló ser uno de los Veinte. El senador muere, no sin antes transferir sus poderes a Lois, quien cae en coma. Lois se despierta más tarde de su coma en el hospital, con Jonathan Carroll a su lado. Lois manifiesta poderes psíquicos y ayuda a Superman a luchar contra el pirata psíquico. Durante la pelea, Lois se entera de que Clark es Superman, pero vuelve a entrar en coma. Después de derrotar al Pirata Psíquico, Superman lleva a Lois de regreso al hospital. Más tarde, el Parásito ataca el hospital e intenta robar los poderes de Lois. Superman engaña al Parásito para que absorba la energía psiónica de Lois. El poder abruma al Parásito, provocando su colapso. Lois despierta de su coma pero no parece recordar la identidad de Superman.
Lois es el personaje principal en Superman: Lois Lane # 1 one-shot. En esta historia, la hermana de Lois, Lucy, le pide ayuda para encontrar a su compañera de cuarto Amanda Suresh, que había sido secuestrada por un misterioso grupo llamado "el Cartel". Según Lucy, Amanda había estado tomando una droga que la transformó en un monstruo. Mientras Lois investiga el Cartel, es capturada y llevada a la sede del Cartel. Allí, Lois descubre que el Cartel había estado capturando a personas que habían sido mutadas por la droga. Lois escapa y rescata a Amanda cuando los monstruos capturados provocan un motín. Cuando regresa a casa, Lois descubre que Lucy había estado tomando la droga. Mientras Lucy se disculpa por poner a los tres en peligro, Lois elige publicar su historia sobre el Cartel.
En New 52: Futures End, ambienta cinco años en el posible futuro del New 52-verse. Lois es considerada la reportera autónoma más exitosa del planeta y su blog "The Fast Lane" es una de las fuentes de noticias más leídas y respetadas del mundo.
En la miniserie Convergence, que contó con muchos personajes del Universo DC Post-crisis, incluido un Superman casado y su esposa embarazada Lois Lane, se ocupan del inminente nacimiento de su hijo, ya que Superman está llamado a proteger la ciudad. Convergence muestra el nacimiento de su hijo, Jonathan Samuel Kent.
Después de Convergence, DC anunció la serie de cómics derivada Superman: Lois y Clark, que debutará en octubre de 2015 por Dan Jurgens y Lee Weeks. La serie de ocho números se desarrolla varios años después del evento Convergence, donde Clark y Lois y su hijo Jonathan han estado viviendo y trabajando en el universo New 52. La pareja ahora vive en California y ha cambiado su apellido a White (un tributo a Perry White). Lois se ha convertido en una autora anónima, publicando varios libros aclamados por la crítica bajo el alias "Autor X". Mientras Clark continúa con su deber de superhéroe, protegiendo ciudades y civiles en silencio detrás de escena. Su hijo, Jonathan, finalmente comenzó a desarrollar superpoderes propios (similares a los de su padre Superman) y aprendió la verdad sobre el verdadero origen de sus padres.

### DC Rebirth
En junio de 2016, DC Comics relanzó toda su línea de títulos de cómics con DC Rebirth. El editor una vez más restableció al Superman Post-crisis como el Superman principal en los cómics de DC, junto con su esposa, Lois Lane, y su hijo, Jonathan Samuel Kent.
Lois comenzó a investigar la desaparición de su contraparte de New 52, y después de enterarse de la aparente muerte de su otro yo, regresa al Daily Planet haciéndose pasar por su contraparte. Tras una confrontación con Mister Mxyzptlk, la esencia de Lois y Superman se fusiona con su contraparte New 52, creando un nuevo Universo DC.
Lanzada en julio de 2019 a julio de 2020, Lois protagoniza una serie limitada de 12 números, Lois Lane, escrita por Greg Rucka y arte de Mike Perkins. La serie ve a Lois mientras investiga historias de conspiración, intriga y asesinato en el Universo DC. El escritor Greg Rucka tenía la intención de que la serie se centrara en el legado de Lois como periodista empedernida y el mundo de investigación en el que habita, con la serie reflejando el estado del periodismo moderno en el mundo actual.

## Apariciones en otros medios

### Televisión

#### Acción en vivo
- Phyllis Coates continuo con el rol de Lois Lane en la primera temporada de Las Aventuras de Superman, un programa de televisión (1952-1953). Ella además interpretó el papel de Ellen Lane, la madre divorciada de Lois Lane en la primera temporada de la serie de televisión Lois & Clark: The New Adventures of Superman.
- Noel Neill regreso al papel de Lois Lane desde la segunda hasta la sexta temporada de Las Aventuras de Superman, protagonizando junto con George Reeves (1953-1958). Además hizo dos cameos en la película Superman (1978), como la madre de Lois Lane, y en Superman Returns (2006) como la esposa moribunda de Lex Luthor. También fue una estrella invitada en Las Aventuras de Superboy como una oficinista del Bureau for Extra-Normal Matters.

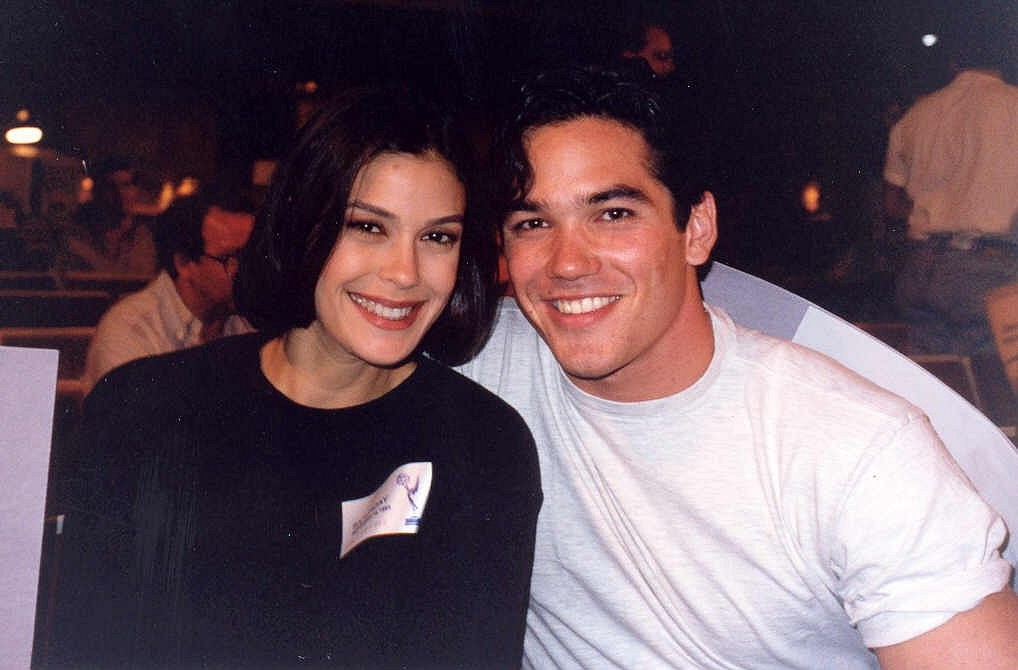
Teri Hatcher con su Superman, Dean Cain.

- Teri Hatcher interpretó a Lois Lane en la serie de televisión de ABC Lois & Clark: The New Adventures of Superman durante las cuatro temporadas, comenzando en 1993, donde por primera vez en televisión o en películas los dos personajes principales se casaron mostrando el romance de Lois y Clark totalmente realizado. En 2010 Hatcher hizo una aparición especial en la serie Smallville, como la madre de Lois Lane, Ella Lane.

- Erica Durance interpretó a Lois en la serie de televisión Smallville. Su primera aparición fue en la premier de la cuarta temporada en un principio como un personaje recurrente, pero gracias a la aceptación por parte de los fanes de la serie fue dejada como miembro regular luego de varios episodios. Comenzó con una relación tensa con Clark Kent durante la cuarta temporada, pero luego, lentamente su relación fue evolucionando hasta convertirse en el interés amoroso de Clark durante la octava temporada. Durance apareció en un papel recurrente en la serie de televisión Supergirl como la madre kryptoniana de Kara, Alura Zor-El. Ella repetirá su papel de Lois Lane en el evento cruce del Arrowverso «Crisis on Infinite Earths».

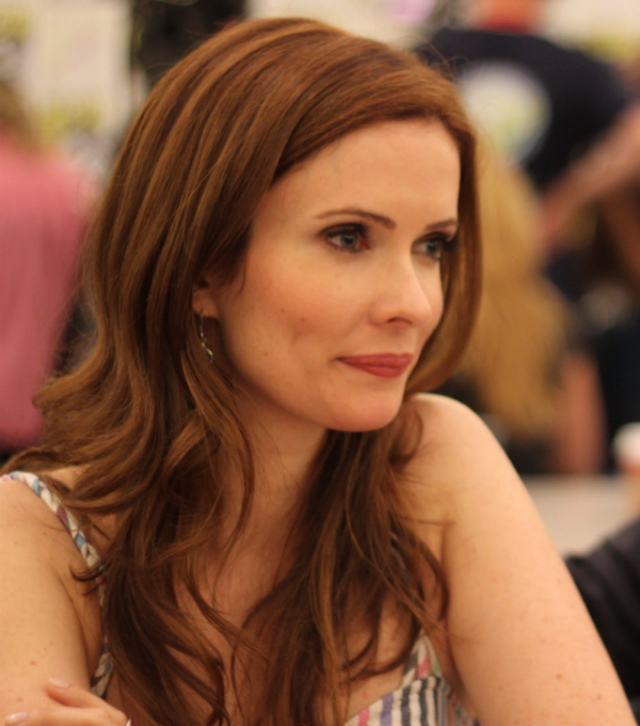
Elizabeth Tulloch interpreta a Lois en el Arrowverso.

- Lois Lane, interpretada por Elizabeth Tulloch, aparece en el evento cruce del Arrowverso «Elseworlds» en las series de televisión The Flash, Supergirl y  Superman & Lois.[38] Los productores ejecutivos describieron al personaje como «reportera obstinada, decidida y valiente, una socia fuerte de Superman y una increíble adición a los personajes de DC en el Arrowverso».[39] Cuando John Deegan reescribe la realidad, Oliver Queen y Barry Allen, con habilidades intercambiadas, escapan de Tierra-1 y viajan a Tierra-38 para obtener ayuda de Kara / Supergirl y se encuentran con Clark y Lois en la granja Kent en Smallville. Clark y Lois luego van a Tierra-1 y ayudan a Supergirl, Flecha Verde y Flash a luchar contra John Deegan en la forma de un Superman con traje negro. Después de que la realidad se restaura y regresa a Tierra-38, Clark y Lois le revelan a Kara que esperan un bebé y regresarán a Argo City por un período prolongado. Más tarde, en la Fortaleza de la Soledad, Clark le propone matrimonio a Lois con un anillo de diamantes hecho de carbón. Ella felizmente acepta y lo besa. En el crossover de 2019 "Crisis on Infinite Earths", Lois y Clark están casados y viven en Argo City con su hijo pequeño Jonathan. Ellos y su hijo se ven obligados a evacuar Argo City antes de que sea consumida por la ola antimateria del Anti-Monitor. Cuando la cápsula de escape de Jonathan termina involuntariamente en la Tierra-16, Brainy ayuda a Lois a recuperarlo. Lois y Clark ayudaron a los héroes de la tierra a derrotar al Anti-Monitor. Después de la crisis, el multiverso se restaura pero cambia, y la pareja ahora tiene dos hijos; este suceso se explorá más en su serie individual Superman & Lois (2021-2024).

#### Animación

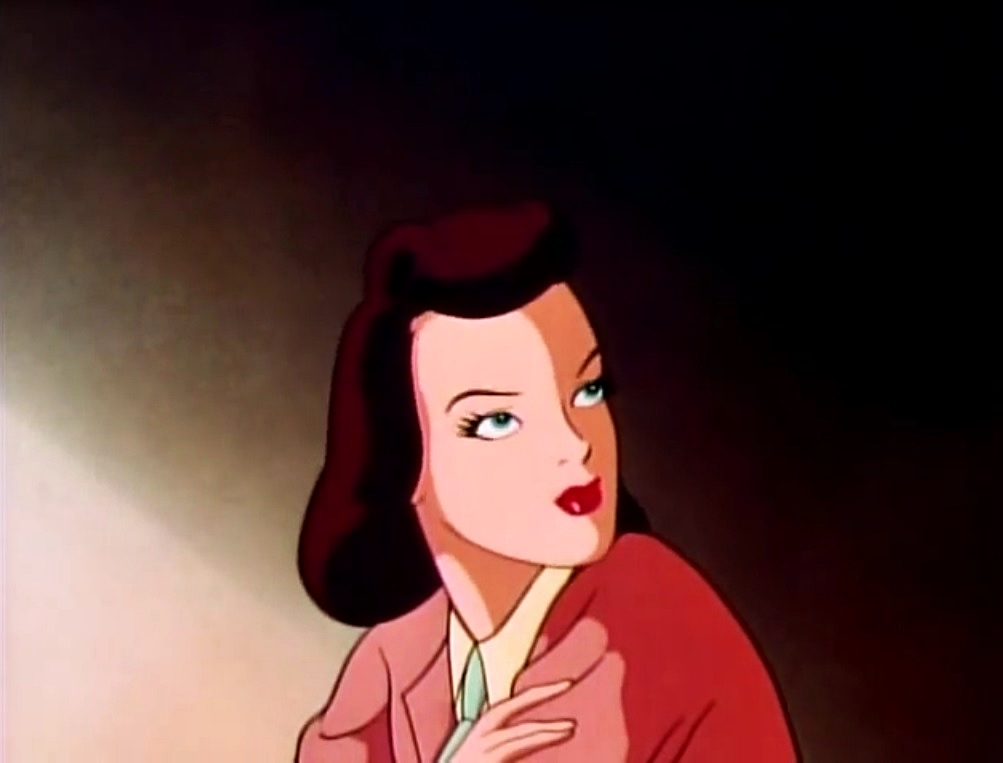
Imagen de Lois Lane en los cortometrajes de los Estudios Fleischer.

- La actriz Rolly Bester originó el papel de Lois Lane para la serie de radio original de 1940, pronto sucedida por Helen Choate. Para la mayor parte de la serie de radio, Joan Alexander continuo con la interpretación de Lois Lane, así como el personaje de una serie de dibujos animados de Superman de Fleischer Studios (1941-1943), y regresando al papel en 1960 para la filmación de la serie de TV animada.
- Lois Lane tuvo varias apariciones en la serie animada Súper amigos (1973-1984), producida por los estudios Hanna-Barbera. Más tarde, en 1988, Lois Lane volvería a aparecer en la serie animada Superman de Ruby-Spears.
- La actriz Dana Delany expresó Lois Lane en Superman: The Animated Series (1996-2000). Delany basó su actuación en el personaje de Rosalind Russell en la película His Girl Friday.
- Dana Delany vuelve a interpretar a Lois Lane en la serie animada Justice League y su sucesor, Justice League Unlimited, que concluyen el universo animado de DC. Superman y Lois se muestran que datan en el momento de la última serie.
- Dana Delany repitió su papel de Lois en el episodio de dos partes "The Batman / Superman Story" en la serie animada The Batman. Lois y Jimmy Olsen están en Gotham City informando sobre la visita de Superman para entregar un cheque desde Metropolis. Cuando Metallo ataca a Superman, Lois y Jimmy siguen la lucha hasta el depósito de chatarra. Después de que Batman y Superman derrotaron a Metallo, ella pide una entrevista. De vuelta en Metropolis, es secuestrada por Clayface y Black Mask para que Lex Luthor atraiga y enfurezca a Superman. Después de ser rescatada, Lois le dice a Superman que Black Mask estaba trabajando con Luthor, Superman se va para enfrentar a Luthor.
- En el episodio de Batman: The Brave and the Bold "The Super-Batman of Planet X!" los respectivos universos ficticios de Batman y Superman se fusionan para crear un entorno único basado en la historia de France Herron de 1958 en Batman # 113. Vilsi Vaylar, con la voz de Dana Delany, es un reportero para el Solar Cycle Globe del planeta Zur-En-Arrh y está compuesto por Lane y Vicki Vale. Lois aparece en el episodio "¡Batalla de los superhéroes!" expresado por Sirena Irwin. Ella es vista por primera vez siendo capturada por Lex Luthor, solo para ser salvada por Batman. Cuando Lois, sin saberlo, recibe un collar de kryptonita roja, hace que Superman se vuelva malvado. Ella y Jimmy Olsen fueron rescatados por Krypto cuando Superman atacó su marcha de protesta. Batman y Krypto tuvieron que luchar contra Superman hasta que los efectos de la Kryptonita Roja desaparecieron. Lois y Jimmy estuvieron presentes cuando Batman y Superman encontraron al verdadero Luthor, ya que el que fue arrestado antes era uno de los duplicados robóticos de Luthor.
- Lois aparece en la serie animada y en su serie web Justice League Action, con la voz de Tara Strong. En el episodio "Carrera contra el crimen", ella organiza una carrera benéfica entre Superman y Flash, patrocinada por Bruce Wayne.
- Grey Griffin la expresó nuevamente en la serie animada Young Justice: Outsiders en el episodio "Home Fires", donde Lois llega a la casa de Iris West con su hijo Jonathan para una cita con los hijos de otros superhéroes.
- En la serie animada DC Super Hero Girls de Cartoon Network, Grey Griffin expresó a Lois Lane. Lois es estudiante en Metropolis High y editora en jefe del periódico escolar "Daily Planetoid", y espera obtener una pasantía en el Daily Planet. Lois escribe e informa noticias y eventos locales en Metrópolis, incluidas las hazañas heroicas de las chicas superhéroes y Superman.
- Alice Lee le da voz a Lois Lane en la serie animada My Adventures with Superman.[40][41]En la serie, Lois también tiene herencia coreana[42][43]y se la describe como dedicada, motivada, inteligente y divertida.
  - En el episodio "Kiss Kiss Fall In Portal", Lois, Clark y Jimmy conocen a "La Liga de Lois Lanes", una fuerza de paz interdimensional fundada por Lois Prime, la primera Lois en descubrir el multiverso. El episodio y la Liga de Lois Lanes fue creado como una "carta de amor a CADA versión de Lois y Superman" y rinde homenaje a series animadas pasadas de Superman, incluidas las caricaturas de Fleischer Superman (Tierra 12) y Superman: la serie animada (Tierra 508).[44]

### Películas

#### Animación
- La actriz Anne Heche interpreta a Lois en el 2007 en el DVD de Animación de WB, Superman: Doomsday. La película animada está basada en la historia, ganadora de premios, de DC Comics la trilogía The Death of Superman, con Adam Baldwin como Superman y James Marsters como Lex Luthor. En esta historia, Lois es mostrada como la pareja de Superman, pero solo sabe “extraoficialmente” la identidad de Clark Kent; ella revela a Martha Kent luego de su muerte mientras peleaba contra Doomsday que estaba al tanto de su identidad secreta, pero que él nunca se lo dijo en persona.
- La actriz Kyra Sedgwick interpreta a Lois Lane en Justice League: The New Frontier, de WB Animation. En este film ella es vista como una anunciadora de radio y TV, y es mostrada como el amor de Superman, así como cuando se quiebra en TV nacional después de su muerte, pero se reúne con él, encontrado por Aquaman.
- La actriz Christina Hendricks hace la voz de Lois Lane en la adaptación animada de All-Star Superman.[45]
- Grey DeLisle prestó su voz al personaje en la película animada Justice League: Doom (2012). Lois llama a Clark Kent sobre un hombre que se suicidó saltando de un edificio y le pide ayuda a la Liga de la Justicia cuando Superman es disparado con una bala de kryptonita por Metallo en la calle de Metrópolis.
- Stana Katic prestó su voz a Lois Lane en la película animada Superman: Unbound (2013).
- Lois, con la voz de Juliet Landau, aparece en la película animada Justice League: Throne of Atlantis (2015).
- Rebecca Romijn hace la voz de Lois Lane en la adaptación animada de Batman: Hush (2019). Después de que Batman y Catwoman rastrean a Hiedra Venenosa hasta Metrópolis, Lois y Clark se encuentran con Bruce Wayne en el Daily Planet. Cuando Hiedra Venenosa toma el control de Superman, ella le ordena que mate a Batman y Catwoman. Batman detiene a Superman mientras Catwoman empuja a Lois fuera del edificio del Daily Planet, Superman se libera del control de Hiedra Venenosa y salva a Lois.
- Con la voz de Rebecca Romijn, Lois Lane desempeña un papel destacado en las películas animadas de dos partes The Death of Superman (2018) y Reign of the Supermen (2019).
- Romijn repite su papel como Lois en la película animada Justice League Dark: Apokolips War (2020). Dos años después de un ataque preventivo fallido de la Liga de la Justicia contra Darkseid, las fuerzas de Darkseid se han apoderado de la Tierra y la Tierra está en ruinas. Superman ha perdido sus poderes después de que Darkseid infundiera Kryptonita líquida en su cuerpo. Lois ayudó a reclutar miembros del Escuadrón Suicida liderado por Harley Quinn. Superman y su esposa Lois y los héroes restantes en la Tierra forman un plan para detener a los "Reapers", dispositivos utilizados por Darkseid para drenar el magma de la Tierra que desestabilizará y destruirá el planeta. Lois también ayuda al equipo a detener el asalto de los Paradooms en el edificio de LexCorp antes de que ella haga que el edificio se autodestruya, sacrificándose. Su muerte causa mucho dolor a Superman hasta el punto de que se libera de la posesión de Trigon.

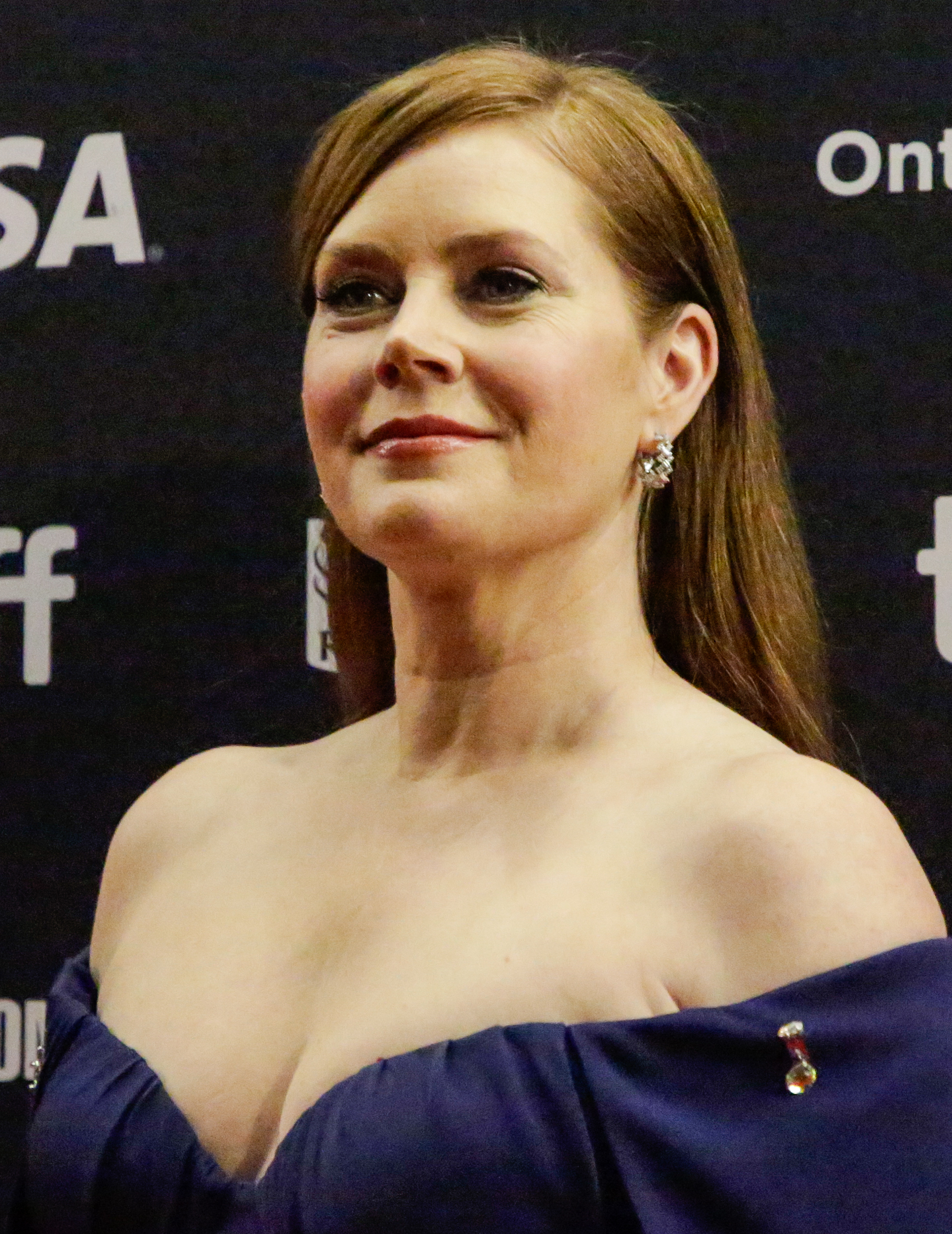
Amy Adams.

- En la película animada Superman: Man of Tomorrow (2020), Alexandra Daddario expresó a Lois Lane. Una historia original escrita por Tim Sheridan, que presenta a un joven Clark Kent aún al principio de su carrera como Superman y que trabaja como pasante para el Daily Planet y aprende en el trabajo cómo salvar la ciudad de Metrópolis. Al comienzo de la película, durante un evento de Lexcorp en S.T.A.R. Labs, Luthor es arrestado por las autoridades cuando Lois (receptora de una beca de periodismo de Luthor) reproduce una grabación de los tratos ilegales de Luthor. Lois, una estudiante de posgrado, es contratada por Perry White en el Daily Planet y conoce a Clark Kent. Más tarde entrevista a Lobo en S.T.A.R. Labs y transmite en vivo la batalla final entre Superman y Parásito en una central nuclear.
- Laura Bailey prestó su voz a Lois Lane en la película animada Injustice (2021). Basado en el videojuego Injustice: Dioses entre nosotros y la serie de cómics del mismo nombre. La película sigue a un Superman afligido que se vuelve rebelde y comienza a imponer la paz y el orden en la tierra después de que el Joker engañó a Superman para que matara a su esposa Lois y su hijo por nacer y detonara una bomba nuclear que destruye Metrópolis. Al final de la película, Mister Terrific trae una versión de Lois de Tierra-9, quien también está embarazada y perdió a su esposo Superman, y le recuerda que cada vida es sagrada. Al darse cuenta de lo bajo que ha caído, Superman se rinde voluntariamente y acepta ser encarcelado.
- Lois tiene un cameo en la película animada Space Jam: A New Legacy (2021). Ella aparece en el tren fuera de control en Metrópolis en el mundo de DC.
- Lois Lane aparece en la película animada DC Liga de Supermascotas (2022), con la voz de Olivia Wilde. Lois es locutora de noticias del Daily Planet. Ella informa ataques y batallas en Metrópolis en el canal de noticias Daily Planet. Lois también está saliendo con Superman, quien finalmente le propone matrimonio, lo que ella acepta felizmente.
- Laura Bailey prestó su voz a Lois Lane en la película animada Batman and Superman: Battle of the Super Sons (2022). Ella se casó con Superman/Clark, nació su hijo Jon, y se mudó a Smallville. Es infectada por el control de Starro, hasta ser liberada por Jon y Damian Wayne, y descubre que Starro es vulnerable al calor.
- Tara Strong prestó su voz a Lois en Scooby-Doo! and Krypto, Too! (2023).[46]

#### Acción en vivo
- La actriz Noel Neill fue la primera en interpretar a Lois Lane en las series de películas de los sábados de Superman (1948) y Atom Man vs. Superman (1950), con Kirk Alyn como Clark Kent/Superman. Phyllis Coates interpretó a Lois Lane en la película Superman and the Mole Man (1951) donde George Reeves interpretaba a Superman. Ambas actrices también hicieron apariciones en TV como Lois.Margot Kidder

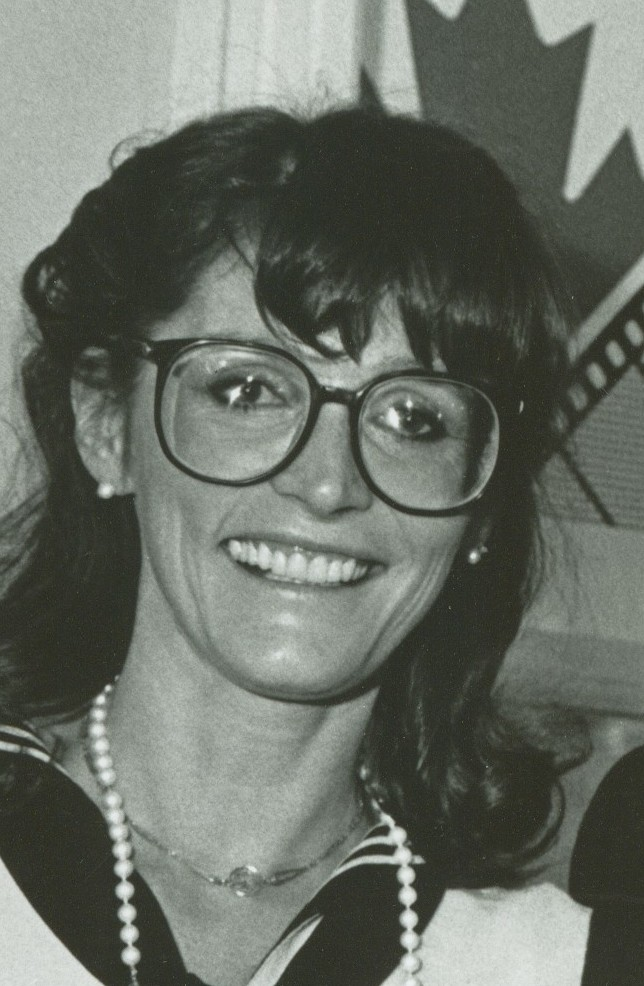
Margot Kidder

- Margot Kidder interpretó a Lois Lane junto con el Clark Kent de Christopher Reeve en las películas, Superman: The Movie, Superman II, Superman III y Superman IV: The Quest for Peace. Su rol en Superman III fue muy reducido debido a conflictos con los productores. Además Kidder apareció brevemente en dos episodios de Smallville como la Dr. Bridgette Crosby, una emisaria del Dr. Swann (interpretado por Christopher Reeve), pero rechazo hacer una tercera aparición luego de la muerte de Reeve.

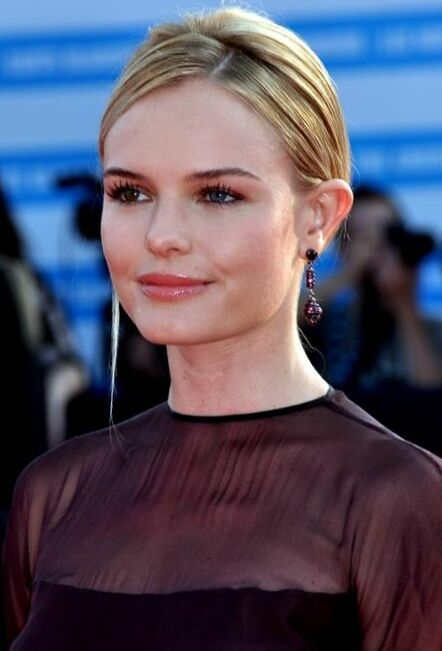
Kate Bosworth.

- La actriz Kate Bosworth interpreta a Lois en la película de Brian Singer Superman Returns (2006), junto con Brandon Routh como el Hombre de Acero. En esta versión, Lois es madre de un niño llamado Jason White, que luego se revela que es hijo de Superman (concebido durante los eventos de Superman II). La performance de Bosworth fue nominada a los premios Razzie por Peor Actriz de Reparto.

- Amy Adams interpreta a Lois Lane en el universo extendido de DC, dirigida por Zack Snyder y producidas por Christopher Nolan.
  - En la película, El hombre de acero (2013), Lois llega al Ártico para investigar una historia sobre un fenómeno extraño en el Ártico. Ella sigue a un hombre misterioso hacia un túnel de hielo (un Clark Kent disfrazado que rastrea una nave scout kryptoniana enterrada). Cuando es atacada por un droide de seguridad que protege la nave, Lois se da cuenta de las habilidades de Clark cuando salva su vida. Como resultado de esos eventos, Lois comienza a escribir una pieza expuesta para el Daily Planet sobre su misterioso salvador. Ella rastrea la identidad de Clark a Smallville y entrevista a su madre. Después de conocer las circunstancias que rodearon la muerte de su padre adoptivo y el deseo de Clark de permanecer escondido de la sociedad, Lois deja de escribir la pieza. Cuando el General Zod llega a la Tierra, exigió que los ciudadanos de la Tierra entregaran a Kal-El a la custodia de Zod. Poco después, el gobierno detiene a Lois una vez que se conoce su asociación con Kal-El. Superman se enfrentó a los funcionarios del gobierno para asegurar la liberación de Lois en una instalación militar mientras se entregaba a ellos. Superman, en cooperación con los militares, acepta rendirse ante el emisario de Zod, quien también lleva a Lois a bordo de su nave espacial. En la nave, Lois escapa con la ayuda de Jor-El, ella restaura la atmósfera de la Tierra en la nave, restaura los poderes de Superman y le permite escapar de la trampa de Zod y finalmente derrotar a las fuerzas kryptonianas cuando atacan la Tierra. Cuando Zod obliga a Superman a matarlo, Lois consuela a Superman, quien está perturbado después de terminar con la vida de Zod. En la conclusión de Stringer para el Daily Planet, que se convertirá en la nueva identidad secreta de Clark. Lois, sorprendido pero dispuesto a guardar su secreto, lo acompaña y le da la bienvenida.Amy Adams.
  - Al comienzo de la película, Batman v Superman: Dawn of Justice (2016), Lois se encuentra en África entrevistando a un grupo terrorista. Una masacre estalla, es secuestrada por el líder del grupo y es salvada por Superman. Se muestra que Clark y Lois se han mudado juntos y su relación aún es sólida. Lois vuela a Washington D. C. para investigar quién está detrás del ataque en África cuando se culpa a Superman por el incidente. Ella descubre que Lex Luthor orquestó el ataque y es testigo de los bombardeos en la audiencia de Superman en el Congreso. Lois trata de convencer a Clark de que Superman aún significa esperanza para la gente, pero Clark se llenó de culpa por no haber detectado la bomba en la audiencia en un exilio autoimpuesto. Lex engaña a Superman del exilio secuestrando a Lois y empujándola fuera de un edificio. Superman se entera de que Lex también ha secuestrado a su madre Martha, sabe que él es Clark Kent y lo obligó a luchar contra Batman por la vida de Martha. Lois finalmente llega a la zona donde están luchando Superman y Batman. Ella ayuda a Clark a convencer a Batman de que no lo mate por el bien de Martha luego intenta recuperar la lanza de kryptonita en el agua cercana cuando Doomsday aparece. Superman le dice a Lois que la ama y que ella es su mundo, antes de sacrificarse, matando a Doomsday. Lois está devastada por la muerte de Clark. En el funeral, Martha le reveló a Lois que Clark se lo propondría y le dio el anillo de compromiso a Lois. En la pesadilla / sueño de Batman, Bruce ve el Flash tratando de decirle que "es Lois, Lois Lane. Ella es la llave".
  - En Liga de la Justicia (2017),[47] Lois invitó a Martha a tomar un café en el Daily Planet, donde hablan sobre sus problemas financieros con el banco, antes de ser interrumpidos por un empleado del Daily Planet que reemplazó a Lois como reportera, le preguntó acerca de una fuente, a la que Lois miente diciendo que es un ella. Las dos hablarían sobre Clark, lo que Martha menciona que Clark le dijo una vez que Lois siempre tenía hambre de encontrar una noticia. Lois se convierte en el plan de contingencia de Batman cuando él y sus aliados deciden resucitar a Superman para ayudar a combatir la amenaza de Steppenwolf y su ejército de Parademons. Después de recuperar parte de su memoria al ver a Lois, Superman se va con Lois a su casa familiar en Smallville, donde Clark y Lois reafirman su amor mutuo. Después de que Steppenwolf es derrotado, Superman retoma su vida como reportero Clark Kent, y Lois publica un artículo en el Daily Planet sobre su creencia en el heroísmo y la esperanza.Rachel Brosnahan.

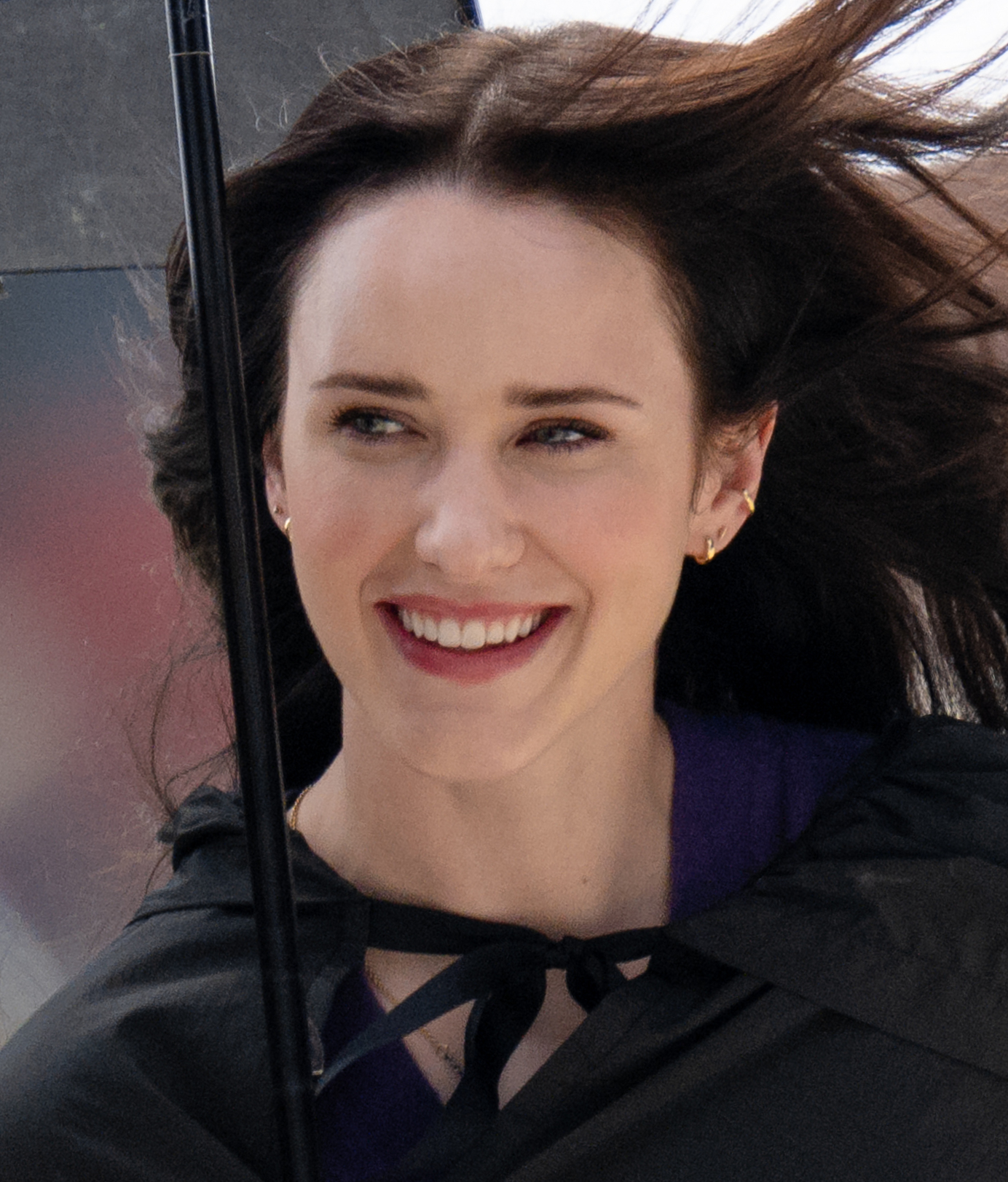
Rachel Brosnahan.

- La actriz Rachel Brosnahan interpreta a Lois Lane en el Universo DC (DCU), creado por James Gunn y Peter Safran, con Superman interpretado por el actor David Corenswet y con el actor Nicholas Hoult interpretando a Lex Luthor.
  - En la película Superman (2025), Lois es reportera del Daily Planet y el interés amoroso de Clark. [48]

### Serie web
En la primera serie de DC Super Hero Girls, Lois es una reportera de noticias expresada por Alexis G. Zall. Su personaje también apareció en los cómics y en las películas animadas relacionadas con la serie.

## Being Lois Lane("Siendo Lois Lane")
El DVD set de la cuarta temporada de Smallville incluye un pequeño documental titulado "Siendo Lois Lane". Este es una recopilación examinando la manera en que ha sido interpretado el personaje a lo largo de los años tanto en televisión como en filmes. Tres de las actrices que han interpretado a Lois fueron invitadas: Noel Neill (serial de Superman, Adventures of Superman), Margot Kidder (serie fílmica de Superman), y Erica Durance (Smallville). Dana Delany, quien proveyó su voz para Lois en Superman: The Animated Series, también apareció. Phyllis Coates (Adventures of Superman) y Teri Hatcher (Lois & Clark: The New Adventures of Superman) no participaron, además de Kate Bosworth, quien fue Lois en Superman Returns el año siguiente de realización de este documental.